# Institut d'Investigació de Reactors Atòmics

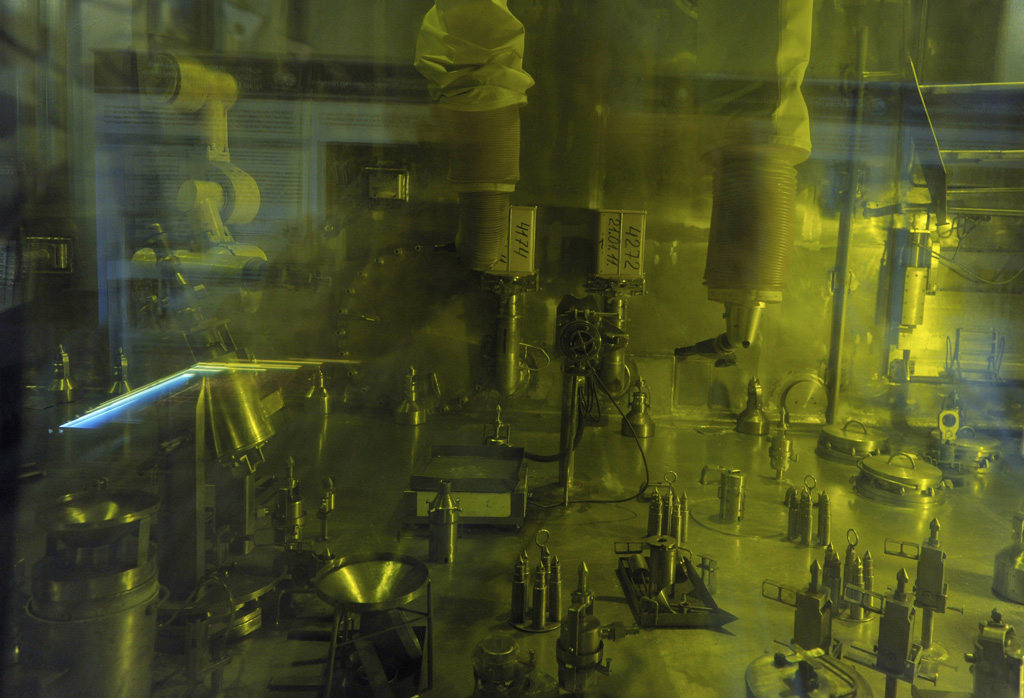
Tractament químic de combustible nuclear processat a l'Institut d'Investigació de Reactors Atòmics

L'Institut d'Investigació de Reactors Atòmics (en rus: Научно-исследовательский институт атомных реакторов) és un institut per la investigació de reactors nuclears que es troba a Dimitrovgrad, óblast d'Uliànovsk (Rússia). L'institut té vuit reactors nuclears d'investigació: SM, Arbus (ACT-1), MIR.M1, RBT-6, RBT-10 / 1, RBT-10 / 2, BOR-60 i VK-50.